# Chaïma Oudira
Chaïma Oudira est une karatéka algérienne née le 2 juin 2004.

## Carrière
Chaïma Oudira est médaillée d'argent en kumite des plus de 68 kg aux Jeux panarabes de 2023 à Alger ainsi qu'aux championnats d'Afrique de karaté 2023 à Casablanca.
En mars 2024, elle est médaillée de bronze en kumite individuel des plus de 68 kg aux Jeux africains à Accra.
Elle est médaillée de bronze en kumite individuel des plus de 68 kg lors des Championnats d'Afrique 2025 à Abuja.